# 알켄

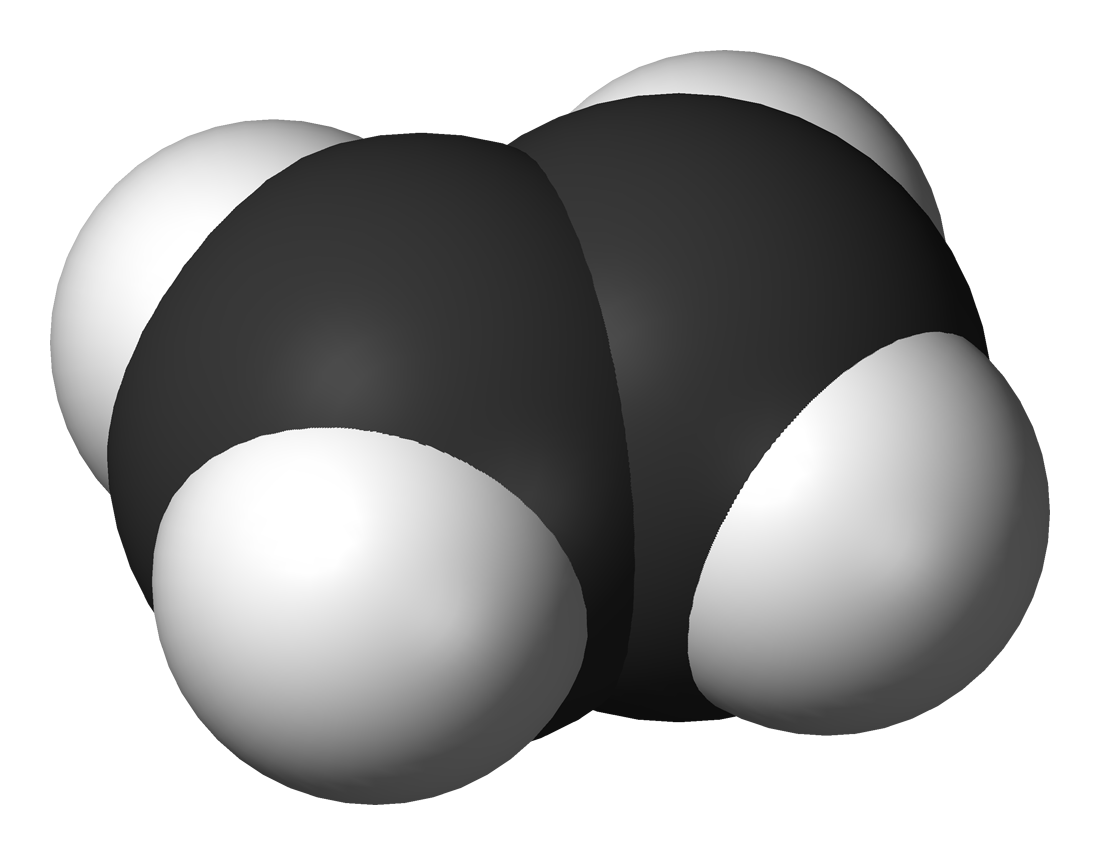
가장 간단한 알켄인 에틸렌의 3D 모델

알켄(alkene)은 에틸렌계 탄화수소에 속하는 탄화수소화합물이다. 에텐처럼 CnH2n 형태의 분자식을 갖는다. 영어로 알킨(alkene)이라고 하나, 한국어를 포함한 다른나라에서 알킨은 알카인을 일컫는 구 명칭이므로 주의가 필요하다.

## 알켄의 명명법
알켄은 탄소수를 나타내는 접두사 뒤에 '-엔(-ene)'을 붙여 나타낸다.

## 같이 보기
- 화학용어 개정안

- 알케인
- 알카인
- 소듐
- 포타슘

1. ↑  대한화학회 화학술어집 https://new.kcsnet.or.kr/?act=&vid=&mid=cheminfo&wordfield=eng&word=alkene